# Linia kolejowa Farranfore – Valentia Harbour
Linia kolejowa Farranfore – Valentia Harbour – nieistniejąca linia kolejowa w Kerry w Irlandii. Linia rozpoczynała się na stacji Farranfore, gdzie odgałęziała się od linii Mallow – Tralee. Kończyła się w Valentia Harbour, tym samym będąc docierającą najdalej na zachód linią kolejową w Europie.
Otwarto ją we wrześniu 1893. Zarządcą była spółka Great Southern and Western Railway. Ze względu na malejące znaczenie i zainteresowanie została zamknięta i rozebrana w 1960. Jej długość wynosiła 62 km.
Obecnie proponuje się by na odcinku od Glenbeigh przez Cahersiveen do wyspy Valentia śladem dawnej linii kolejowej stworzyć ścieżkę rowerowo-pieszą.

## Stacje kolejowe
- Farranfore
- Molahiffe
- Castlemaine
- Milltown Halt
- Killorglin
- Caragh Lake
- Dooks
- Glenbeigh
- Mountain Stage
- Kells
- Cahersiveen
- Valentia Harbour